# Madame de Staël
Anne-Louise Germaine Necker, baronessa di Staël-Holstein, meglio nota con il nome di Madame de Staël (/ˌmaˈdam də ˈstɑl/ o [ˈstal]; Parigi, 22 aprile 1766 – Parigi, 14 luglio 1817), è stata una scrittrice e socialite francese di origini svizzere.

## Biografia

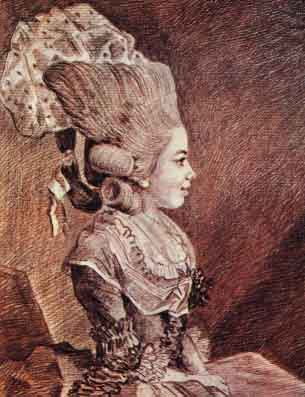
Germaine Necker a 14 anni

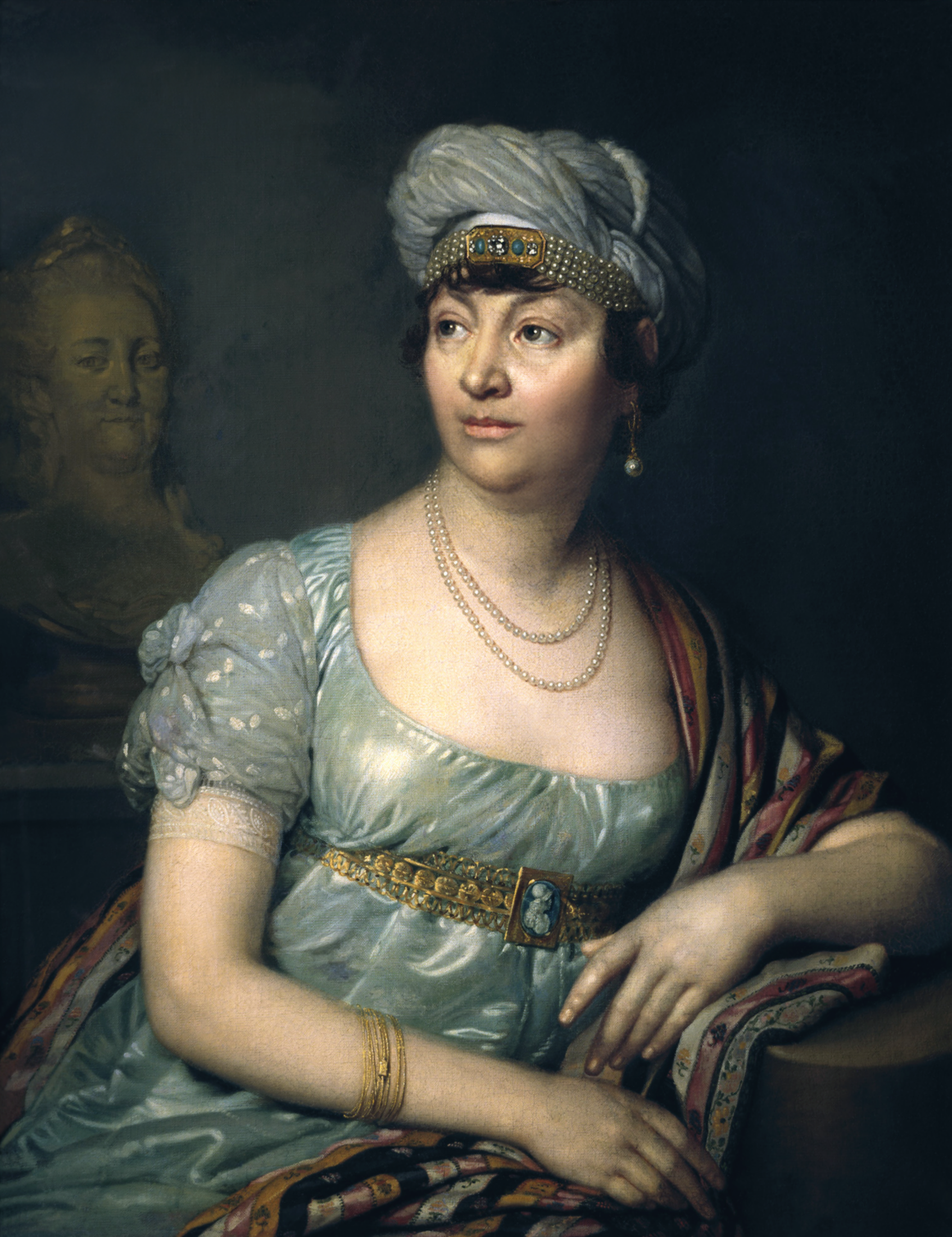
Madame de Staël in un ritratto di Vladimir Borovikovskij

Figlia di Jacques Necker, ministro delle finanze del re di Francia Luigi XVI, e di Suzanne Curchod (figlia di un pastore protestante, che era stata innamorata e ricambiata in gioventù dal grande storico inglese Edward Gibbon) durante il suo soggiorno quinquennale a Losanna in Svizzera, Anne-Louise si giovò di una formazione accademica frequentando il salotto letterario organizzato dalla madre.
Dopo il matrimonio con il barone de Staël-Holstein, ambasciatore svedese presso il governo francese, Anne-Louise diede vita a un proprio circolo culturale ospitando alcuni dei maggiori intellettuali dell'epoca.
Nel 1794 incontrò il filosofo Benjamin Constant, che la seguirà anche nel suo successivo esilio: la loro collaborazione intellettuale fu molto celebrata all'epoca, ma quando, nel 1803, Constant fu annoverato fra gli oppositori del suo governo, Napoleone Bonaparte - su consiglio di Joseph Fouché - dispose la sua interdizione dal soggiorno a Parigi, con il divieto di avvicinarsi a meno di 150 chilometri dalla città. Stabilitasi sul lago di Ginevra, a Coppet, diede vita a un nuovo salotto e continuò a scrivere e a viaggiare. Con il nome di "Madame de Staël" intraprese la carriera letteraria, raccogliendo sollecitazioni culturali dai suoi viaggi: il suo testo Corinna o l'Italia, ad esempio, fu scritto dopo un viaggio in Italia.
Un testo a favore della cultura tedesca le costò definitivamente l'inimicizia del governo napoleonico.  Il testo De l'Allemagne, edito nel 1810, vide, infatti, il sequestro di tutte le 10 000 copie distribuite sul territorio francese. De l'Allemagne descrive il popolo tedesco come più interessato alle idee che all'azione, offrendo una visione (poi diventata ricorrente come cliché) secondo cui la classicità discendeva dal passato greco-romano dell'Europa meridionale, mentre il Romanticismo derivava dal cavalleresco mondo della cristianità nord-europea. L'opera raccoglieva le suggestioni di una serie di viaggi da lei condotti in Germania, a partire dalla prima visita a Weimar (quando guadagnò un giudizio di Friedrich Schiller e Johann Wolfgang von Goethe non proprio lusinghiero, essendo stata tacciata di gusti eccessivamente "borghesi"); dopo il 1807 (quando incontrò Goethe, Schiller, Friederike Brun, i fratelli Friedrich e Wilhelm Schlegel, Johann Gottlieb Fichte): le porte dei salotti letterari tedeschi le si aprirono grazie alla compagnia di Wilhelm August von Schlegel, precettore dei suoi figli, che influenzò la sua visione estetica.
Nel gennaio 1816 s'inserì nel dibattito in Italia fra classicisti e romantici pubblicando un articolo, tradotto da Pietro Giordani sul primo numero della Biblioteca Italiana, intitolato Sulla maniera e la utilità delle traduzioni, nel quale criticava i classicisti per la loro staticità nelle tematiche, ormai antiche e ripetitive; consigliava inoltre di prendere spunto dalle letterature europee come quella inglese e tedesca, che rappresentavano grande innovazione e modernità: 
(Madame de Staël, Sulla maniera e la utilità delle traduzioni, in Biblioteca Italiana, I, p. 16)
Fra i grandi sostenitori del classicismo italiano che risposero all'articolo della de Staël, vi fu Pietro Giordani, "cara e buona immagine paterna" di Giacomo Leopardi.
Dopo la fine dell'impero di Napoleone tornò a Parigi, dove morì.

## Pensiero politico
Il pensiero politico della baronessa può essere capito analizzando  le sue Considerations sur les principaux événements de la Révolution française, opera militante del 1818 che ebbe un vasto consenso. Rivendicando la Rivoluzione come pienamente inserita nella storia di Francia, M.me de Staël fu prima sostenitrice di una monarchia costituzionale, poi del repubblicanesimo direttoriale e in un primo momento anche di Napoleone, salvo poi diventarne una grande critica. Per lei che insisteva sul carattere progressivo della rivoluzione, il 1789 e il 1793 erano due poli, dove la prima data era l'alba di una nuova era di libertà, e la seconda era l'esito imprevisto della caduta dell'antico regime. 
L'opera abbraccia il periodo dal 1789 al 1815 e si chiude con l'auspicio che la Francia possa arrivare a godere di libertà sul modello inglese. Essa è costruita attorno alle due figure di Necker, suo padre, e di Napoleone in cui scorge il catalizzatore delle tendenze autoritarie dei francesi. L'opera suona come un'ammissione di responsabilità per aver creduto prima nella Rivoluzione in senso monarchico-costituzionale, poi nella repubblica direttoriale e poi in Napoleone, a differenza del padre che si era ritirato in Svizzera dopo la radicalizzazione del processo politico. Durante il Direttorio, la baronessa cercherà con Constant di riunire tutti i circoli moderati, anche monarchici, attorno alla Repubblica mentre il padre pubblicava De la Révolution française in cui criticava tutto il processo iniziato con la Costituente che a suo avviso aveva avuto il Terrore come esito necessario. In generale pensava che la causa della libertà si fosse mantenuta viva tra il 1791 e il 1795, salvo poi incrinarsi nel corso del Direttorio, motivo per cui aveva visto nel Brumaio un'occasione per stabilizzare il paese e non per tornare al dispotismo. Il Terrore è allora solo una fase drammatica di un processo libertario molto più lungo, e il bersaglio polemico dell'opera diventa il Direttorio.

## De l'Allemagne
Considerata l'opera più importante di M.me de Staël e quella che ha esercitato maggiore influenza, fu ispirata inizialmente da uno scrittore francese, Charles de Villers (Boulay-Moselle 4 novembre 1765 - Gottinga 26 febbraio 1815), che aveva vissuto lungamente in Germania, dove faceva il professore e che, per primo,  aveva cercato di rivelare la Germania alla Francia. È in questa opera di M.me de Staël che per la prima volta viene usata l'espressione poesia romantica. 

## Opere
- Journal de jeunesse, 1785

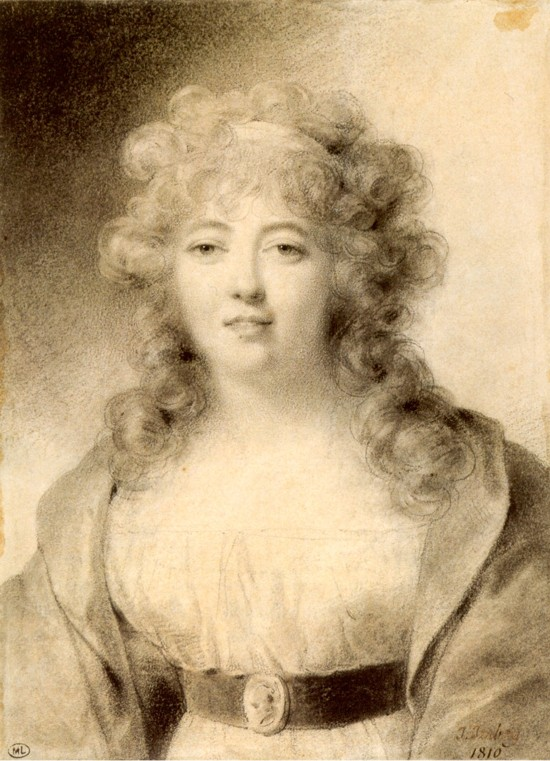
Anne-Louise Germaine Necker in un disegno del 1810

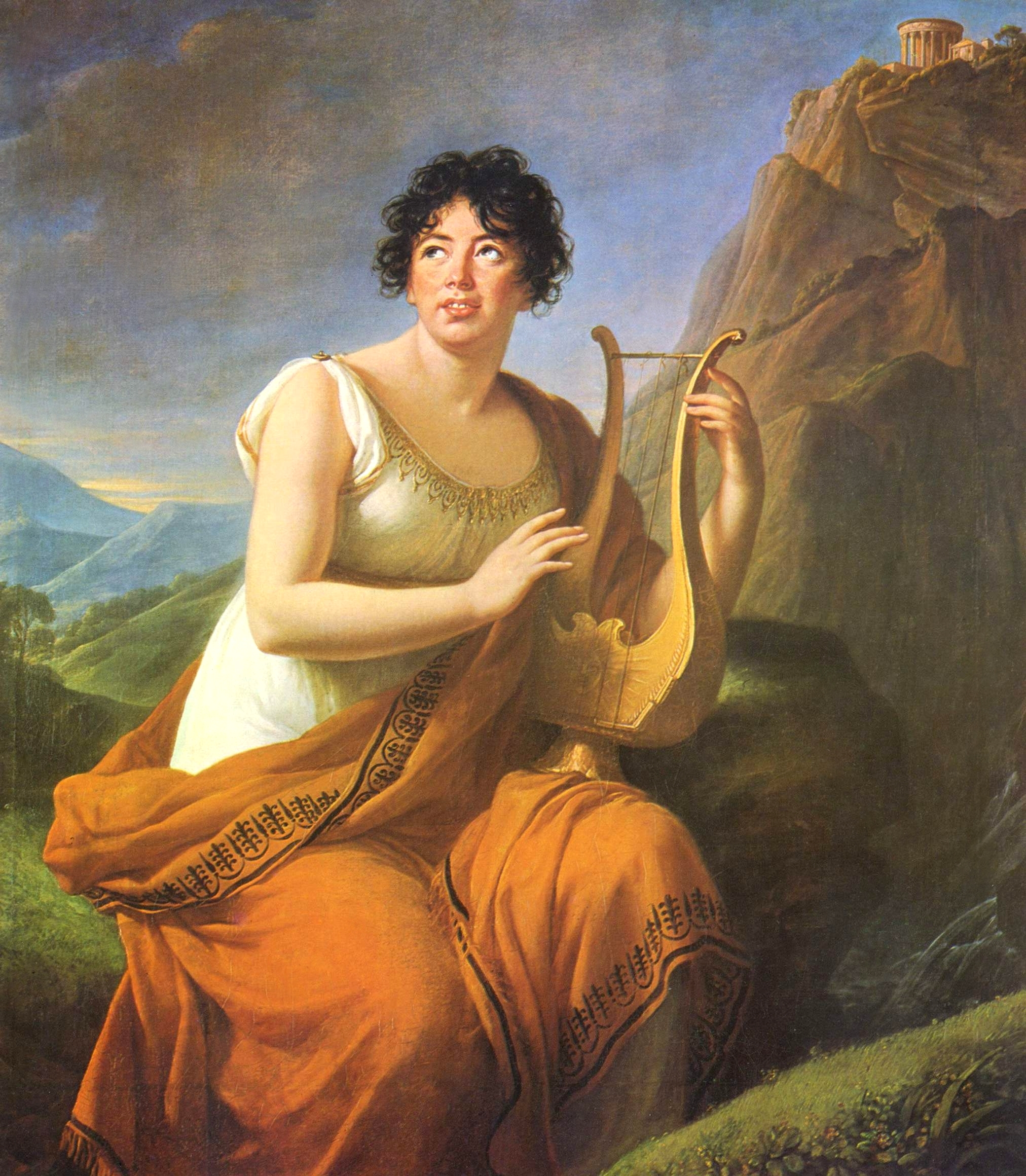
Ritratto di Madame de Staël come Corinna

- Sophie ou les sentiments secrets, 1786 (pièce in tre atti in versi pubblicata nel 1790)
- Jeanne Grey, 1787 (tragedia in cinque atti in versi pubblicata nel 1790)
- Lettres sur le ouvrages et le caractère de Jean-Jacques Rousseau, 1788 (riedizione aumentata nel 1789)
- Éloge de M. de Guibert
- À quels signes peut-on raconnaître quelle est l'opinion de la majorité de la nation?
- Réflexions sur le procès de la Reine, 1793
- Zulma: fragment d'un ouvrage, 1794
- Réflexion sur la paix adressées à M. Pitt et au Français, 1795
- Réflexion sur la paix intérioure
- Recueil de morceaux détachés, 1795 (contiene: Épître au malheur ou Adèle et Édouard, Essai sur les fictions e tre novelle: Mirza ou lettre d'un voyager, Adélaïde et Théodore e Histoire de Pauline)
- De l'influence des passions sur le bonheur des individus et des nations, 1796
- Des circonstances actuelles qui peuvent terminer la Révolution et des principes qui doivent fonder la République en France
- De la littérature considérée dans ses rapports avec les institutions sociales, 1800
- Delphine, 1802
- Épîtres sur Naples
- Du caractère de M. Necker et de sa vie privée, 1804
- Corinna o l'Italia, 1807
- De l'Allemagne, 1818
- Agar dans le désert
- Geneviève de Brabant
- La Sunamite
- Le Capitaine Kernadec ou sept années en un jour, commedia in due atti e in prosa
- La Signora Fantastici
- Le Mannequin, commedia
- Sapho, 1811
- Réflexions sur le suicide, 1813
- De l'Esprit des traductions, 1816
- Considérations sur le principaux événements de la Révolution française, 1818 (postumo)
- Dix années d'exil, 1821 (postumo)